# Білоруське земляцтво пролетарського студентства
Білоруське земляцтво пролетарського студентства в Києві існувало з 16 грудня 1926 до 1930(?) року. Ініціативна група створена в листопаді 1925. У жовтні 1926 утворено організаційний комітет земляцтва, який співпрацював з Центральним бюро пролетарського студентства Білорусі (ЦБ пралетстуда), Наркоматом освіти БССР, ЦК КПБ. 16 грудня 1926 на установчих зборах земляцтва обрано виконавчий орган — правління, голова М. Олешкевич, секретар П. Бруква, затверджений статут.

## Історія
На початку 1927 організація об'єднувала 173 ос. Земляцтво складалося з автономних відділів, організованих при 12 навчальних закладах Києва: при сільськогосподарському, ветеринарно-зоотехнічному, медичному, політехнічному інститутах, народній освіті, губернській радянській партшколі і ін. Існували культурна та економічна секції, працювали гуртки білоруської мови та природознавства, білоруська бібліотека. На базі Центрального клубу студентства Києва утворено білоруський клуб. Проводилися білоруські студентські вечірки. Правління виписувало студентам білоруськомовні газети і журнали.
У 1927/28 навчальному році земляцтво отримало 1205 руб. грошової дотації від ЦБ пралетстуда Білорусі та разову грошову допомогу від Наркомату освіти БССР. Правління земляцтва співпрацювало з Київською окружною радою пролетарського студентства України, з білоруськими студентськими земляцтвами Воронежа, Ленінграда, Москви.
10 березня 1929 за ініціативою земляцтва в Українській АН відбувся вечір білоруської культури за участю квартету 1-го Білоруського драматичного театру, українського поета М. Драй-Хмари і музикознавця-етнографа К. Квитки, були присутні близько 500 ос.

## Завдання
Вивчення історії, економічної географії, промисловості, культури та мистецтва Білорусі; матеріальна допомога членам земляцтва.